# J. P. Manoux
Jean-Paul Christopher "J. P." Manoux (Fresno, California; 8 de junio de 1969) es un actor estadounidense.

## Primeros años
Manoux nació con el nombre de Jean-Paul Christopher Manoux en Fresno, California, y creció en Santa Bárbara, California, siendo el mayor de siete hermanos.

## Carrera
Manoux comenzó trabajando como mimo. Uno de sus primeros papeles frente a las cámaras fue en la serie de variedades de corta duración The Wayne Brady Show, donde hacía de estríper gay. Otros trabajos en cine, televisión y anuncios publicitarios incluyen campañas para Got Milk? y las tiendas de ropa Fruit on the Loom. Ha tenido papeles como invitado en televisión, entre los que se destacan Ángel, Smallville, Scrubs, Charmed, Crossing Jordan y Community. Prestó su voz para la serie animada Las nuevas locuras del emperador, en el papel de Kuzco (reemplazando a David Spade).
Interpretó a S.T.A.N., el androide de la serie original de Disney XD Aaron Stone. Trabajó en la serie ER durante dos temporadas como el cirujano Dustin Crenshaw. Además, tuvo los papeles de Curtis el cavernícola y el vicedirector Hackett en la serie de Disney Channel Phil del futuro.
Ha dirigido episodios de Aaron Stone y Phil del futuro y ha tenido pequeñas apariciones a modo de cameo en dos películas de Michael Bay: Transformers, como un hombre entrevistado en la televisión, y en La isla, donde retrata a un clon mentalmente subdesarrollado.
Es un residente permanente en Canadá, y divide su tiempo entre Los Ángeles y Toronto, donde trabajó en una sitcom de la cadena CTV llamada Spuns Out.

### Como escritor
Manoux y George Brant escribieron la obra Tights on a Wire, estrenada en 1997.

## Arresto
El 27 de enero de 2015 Manoux fue arrestado por la policía de Toronto, donde estaba residiendo, por un cargo de voyeurismo. Él mismo se declaró culpable de instalar cámaras de video en un apartamento que alquilaba a dos mujeres. Salió en libertad a las pocas horas con la condición de volver a presentarse en el juzgado.

## Filmografía

### Cine
- Solitary (cortometraje) (2015)
- Gridlocked (2015)
- Back to Christmas (2014)
- Scary Movie 5 (2013)
- Weather Girl (2009)
- Bolt (2008)
- Trailer Park of Terror (2008)
- Minutemen: Viajeros en el Tiempo (2008)
- Finding Amanda (2008)
- Transformers (2007)
- Knocked Up (2007)
- Reno 911!: Miami (2007)
- What We Do Is Secret (2007)
- The Beach Party at the Threshold of Hell (2006)
- The Trouble with Dee Dee (2005)
- La isla (2005)
- Tennis, Anyone? (2005)
- Meet the Fockers (2004)
- The Day After Tomorrow (2004)
- Starship Troopers 2: Hero of the Federation (2004)
- Scooby Doo 2: Monsters Unleashed (2004)
- Eurotrip (2004)
- Malibu's Most Wanted (2003)
- Scooby-Doo (2002)
- Crazy as Hell  (2002)
- Beer Money  (2001)
- Ocean's Eleven  (2001)
- Mickey's Magical Christmas (2001)
- Running Mates  (2000)
- Our Lips Are Sealed  (2000)
- Galaxy Quest (1999)
- The Auteur Theory (1999)
- Austin Powers: The Spy Who Shagged Me (1999)
- Caroline in the City (1999)
- Treasure Island (1999)
- The Darwin Conspiracy (1999)
- Breakfast with Einstein (1998)
- Art House (1998)
- Fairfax Fandango (1997)
- Clinic E (1996)
- Pumpkinhead 2: Alas de sangre (1993)

### Televisión
- White House Plumbers - Robert Mardian (2023)
- Veep - Congresista Clark (2016)
- Spun Out - Bryce McBradden (2014-2015)
- The Thundermans - Mr. Hollister (2014)
- Hot in Cleveland - Nate (2014)
- Modern Family - Todd (2013)
- Spun Out - Bryce (2013)
- Big Time Rush - Mitchell Gold (2013)
- NCIS: Los Angeles - Bob (2012)
- Community - Faux-by / Deanelganger / Doppeldeaner (2012)
- Wilfred - Leo (2011)
- Aaron Stone - S.T.A.N. (2009-2010)
- ER - Dr. Dustin Crenshaw (2006-2008)
- The Emperor's New School - Kuzco (2006-2008)
- Cavemen (2007)
- Monk (2007)
- In Case of Emergency (2007)
- Phil of the Future - vicedirector Hackett / Curtis el cavernícola (2004-2006)
- The Replacements (2006)
- Crossing Jordan (2006)
- Scrubs (2006)
- How I Met Your Mother - Not Moby (2005)
- Dante (2005)
- Unscripted (2005)
- Half & Half (2004)
- Higglytown Heroes - Tipo de la pizza (2004)
- Smallville (2004)
- My Wife and Kids (2004)
- Reno: 911! - Armenio desnudo (2003-2004)
- Less Than Perfect (2003)
- Charmed (2003)
- The District (2002)
- Sabrina, the Teenage Witch (2002)
- Yes, Dear (2002)
- Will & Grace (2002)
- Even Stevens (2002)
- Birds of Prey (2002)
- Eddie & Vince (2001)
- Grounded for Life (2001)
- The Hughleys (2001)
- The Wayne Brady Variety Show (2001)
- The King of Queens (2001)
- Nash Bridges (2001)
- Nikki (2001)
- House of Mouse - Kuzco (2001)
- The Norm Show (2000)
- Angel (2000)
- Bull (2000)
- Opposite Sex (2000)
- The Drew Carey Show (2000)
- Shasta McNasty (2000)
- Brutally Normal  (2000)
- Stark Raving Mad (2000)
- Oh, Grow Up (1999)
- Inspector Gadget (1999)
- Just Shoot Me! (1998-1999)
- Suddenly Susan (1999)
- Becker (1998)
- Reunited (1998)
- Maggie (1998)
- 3rd Rock from the Sun (1998)
- For Your Love (1998)
- Working (1997)
- ER (1996)

## Videojuegos
- Kingdom Hearts III (2019)
- Kingdom Hearts II (2006) - Voces adicionales
- The Emperor's New Groove (2000) - Kuzco